# أمينة العلي
أمينة العلي (27 يناير 1990 -)، ممثلة مغربية من مواليد جدة في السعودية  .

## عن حياتها
ولدت في مدينة جدة غرب المملكة العربية السعودية، بدأت مشوارها الفني عام 2010 بتوقيع عقد مع «شركة الصدف للإنتاج الفني» ولكن فسخت العقد بعد فترة لسبب، بدأت شهرتها عندما قامت الفنانة ميساء مغربي بترشيحها للمشاركة بمسلسل لعبة المرأة رجل، شاركت بعد ذلك بالعديد من الأعمال التلفزيونية ولها مشاركات عدة بالأعمال المسرحية.

## أعمالها

### من المسلسلات
- سكتم بكتم.
- الساكنات في قلوبنا.
- هوامير الصحراء.
- طاش ما طاش.
- بيني وبينك.
- اسوار 3.
- لعبة المراة رجل.
- من الأخر.
- الخادمة.
- ألو مرحبا.
- الخطاف.
- جذور.
- واتس اب اكاديمي.
- هواجس.
- غريب بين اهله.
- الذاهبة.
- وجوه محرمه.
- الملكة.
- الامبراطوره افراح.
- العاصوف - الجزء الثاني.
- عناقيد - عيال صالح

### من المسرحيات
- كيد النسوان.

## روابط خارجية
- أمينة العلي على موقع قاعدة بيانات الأفلام العربية